# Marc Bischofberger
Marc Bischofberger (ur. 26 stycznia 1991) – szwajcarski narciarz dowolny, specjalizujący się w skicrossie, wicemistrz olimpijski z Pjongczangu.
W zawodach Pucharu Świata zadebiutował 16 marca 2013 roku w Åre, zajmując 39. miejsce. Pierwsze pucharowe punkty zdobył 7 grudnia 2013 roku w miejscowości Nakiska, zajmując szesnaste miejsce. Na podium zawodów pucharowych po raz pierwszy stanął 10 stycznia 2015 roku we francuskim kurorcie Val Thorens, wygrywając rywalizację w skicorssie. Wyprzedził tam Francuza Jonathana Midola i Brady'ego Lemana z Kanady. Najlepsze wyniki w Pucharze Świata osiągnął w sezonie 2017/2018, kiedy to zajął 9. miejsce w klasyfikacji generalnej, a w klasyfikacji skirossu zdobył Małą Kryształową Kulę.
W 2015 roku wystartował na mistrzostwach świata w Kreischbergu, gdzie zajął 16. miejsce. Na rozgrywanych dwa lata później mistrzostwach świata w Sierra Nevada był dziesiąty. Na igrzyskach w Pjongczangu w 2018 roku został wicemistrzem olimpijskim w skicrossie.

## Osiągnięcia

### Igrzyska olimpijskie
| Miejsce | Dzień     | Rok  | Miejscowość | Konkurencja | Zwycięzca   |
| ------- | --------- | ---- | ----------- | ----------- | ----------- |
| 2.      | 21 lutego | 2018 | Pjongczang  | skicross    | Brady Leman |

### Mistrzostwa świata
| Miejsce | Dzień       | Rok  | Miejscowość   | Konkurencja | Zwycięzca             |
| ------- | ----------- | ---- | ------------- | ----------- | --------------------- |
| 16.     | 21 stycznia | 2015 | Kreischberg   | Skicross    | Filip Flisar          |
| 10.     | 18 marca    | 2017 | Sierra Nevada | Skicross    | Victor Öhling Norberg |
| 15.     | 2 lutego    | 2019 | Solitude      | Skicross    | François Place        |
| 27.     | 13 lutego   | 2021 | Idre Fjäll    | Skicross    | Alex Fiva             |
| 16.     | 26 lutego   | 2023 | Bakuriani     | Skicross    | Simone Deromedis      |

### Puchar Świata

#### Miejsca w klasyfikacji generalnej
- sezon 2013/2014: 132.
- sezon 2014/2015: 41.
- sezon 2015/2016: 164.
- sezon 2016/2017: 33.
- sezon 2017/2018: 9.
- sezon 2018/2019: 98.
- sezon 2019/2020: 90.

Od sezonu 2020/2021 klasyfikacja skicrossu zastąpiła klasyfikację generalną.
- sezon 2020/2021: 14.
- sezon 2021/2022: 21.
- sezon 2022/2023: 16.
- sezon 2023/2024: 35.
- sezon 2024/2025: 27.

#### Zwycięstwa w zawodach
1. Val Thorens – 10 stycznia 2015 (skicross) – 1. miejsce
2. Montafon – 17 grudnia 2016 (skicross) – 3. miejsce
3. Idre – 11 lutego 2017 (skicross) – 2. miejsce
4. Innichen – 21 grudnia 2017 (skicross) – 1. miejsce
5. Innichen – 22 grudnia 2017 (skicross) – 1. miejsce
6. Idre – 13 stycznia 2018 (skicross) – 2. miejsce
7. Nakiska – 20 stycznia 2018 (skicross) – 3. miejsce
8. Sołniecznaja dolina – 23 lutego 2020 (skicross) – 1. miejsce
9. Val Thorens – 9 grudnia 2022 (skicross) – 3. miejsce